# Kinosternon subrubrum
Espèce
Synonymes
- Testudo subrubra Lacépède, 1789
- Testudo pensilvanica Gmelin, 1789
- Terrapene boscii Merrem, 1820
- Kinosternon doubledayii Gray, 1844
- Kinosternon oblongum Gray, 1844
- Kinosternon punctatum Gray, 1856
- Kinosternon hippocrepis Gray, 1856
- Swanka fasciata Gray, 1869
- Kinosternon louisianae Baur, 1893
- Kinosternon steindachneri Siebenrock, 1906

Statut de conservation UICN

 LC  : Préoccupation mineure
Kinosternon subrubrum est une espèce de tortues de la famille des Kinosternidae.

## Répartition
Cette espèce est endémique des États-Unis. Elle se rencontre dans les États d'Alabama, d'Arkansas, du Delaware, de Floride, de Géorgie, de l'Illinois, de l'Indiana, du Kentucky, de Louisiane, du Maryland, du Mississippi, du Missouri, du New Jersey, de New York, de Caroline du Nord, de l'Oklahoma, de Pennsylvanie, de Caroline du Sud, du Tennessee, du Texas et de Virginie.

## Liste des sous-espèces
Selon TFTSG (21 juin 2011) :
- Kinosternon subrubrum hippocrepis Gray, 1856
- Kinosternon subrubrum steindachneri Siebenrock, 1906
- Kinosternon subrubrum subrubrum (Bonnaterre, 1789)

## Taxinomie
L'auteur référencé pour cette espèce est souvent Lacépède, 1789 (par exemple actuellement ITIS). Savage (2003) a suggéré le rejet de la validité de la publication correspondante et l'ICZN lui a donné raison en 2005, car la description ne correspondait pas à un nom binominal. Ainsi depuis cette date la description de Lacépède et celles suivantes sont officiellement invalidées.

## Publications originales
- Bonnaterre, 1789 : Tableau encyclopédique et méthodique des trois règnes de la nature, Erpétologie. Panckoucke, Paris, p. 1-71.
- Gray, 1856 "1855" : On some New Species of Freshwater Tortoises from North America, Ceylon and Australia, in the collection of the British Museum. Proceedings of the Zoological Society of London, vol. 23, p. 197-202 (texte intégral).
- Siebenrock, 1906 : Eine neue Cinosternum-Art aus Florida. Zoologischer Anzeiger, vol. 30, p. 727–728 (texte intégral).